# Wimbledon-mesterskaberne 2020
Wimbledon-mesterskaberne 2020 var en tennisturnering, der skulle have været spillet udendørs på græsbaner i perioden 29. juni - 12. juli 2020 i All England Lawn Tennis and Croquet Club i London, Storbritannien. Kvalifikationen var planlagt til perioden 22. - 25. juni 2020 i Bank of England Sports Club i Roehampton. Turneringen blev imidlertid aflyst på grund af den igangværende COVID-19-pandemi.
Den 1. april 2020 meddelte arrangørerne, at bestyrelsen for All England Lawn Tennis Club og turneringens styringskomite havde besluttet at aflyse Wimbledon-mesterskaberne i 2020 af hensyn til folkesundheden i relation til COVID-19-pandemien. Det var første gang, siden anden verdenskrig aflyste Wimbledon-mesterskaberne i årene fra 1940 til 1945, at turneringen ikke blev afviklet, og det var første gang nogensinde, at mesterskaberne blev aflyst af en årsag, der ikke var relateret til krig.
Arrangørerne havde siden udbruddet af COVID-19-pandemien i januar 2020 fulgt vejledningerne fra den britiske regering og landets sundhedsmyndigheder i forhold til klubbens helårsdrift. Samtidig udviklede de en forståelse for den sandsynlige kurve for epidemiens udbredelse i Storbritannien, hvilket muliggjorde en analyse af den påvirkning, som regeringens restriktioner havde på de forberedelser, der var nødvendige for turneringens afholdelse, og som hvert år starter i april måned.
Disse overvejelser omhandlede særligt bekymringerne vedrørende store folkemasser og presset på sundhedsvæsenet samt de rejserestriktioner, der var indført i hele verden, herunder specielt de interne restriktioner i Storbritannien. Eftersom man anså det for sandsynligt, at regeringens tiltag ville fortsætte de kommende mange måneder, vurderede man, at det var mest ansvarsbevidst at beskytte det store antal mennesker, der kræves for at forberede turneringen, for smitterisikoen. Det omfattede bl.a. træning af boldbørn, tusindvis af officials, linjedommere, stewards, spillere, leverandører, mediefolk og entreprenører, der normalt samles på AELTC's område. Samtidig vurderede man, at de personer, leverandører og tjenesteydere, der juridisk set krævedes for at gennemføre turneringen, formentlig ikke ville være tilgængelige på noget tidspunkt i løbet af sommeren, hvilket i praksis udelukkede en udsættelse af arrangementet.
På grundlag af ovenstående analyse vurderede turneringens styringskomite, at en aflysning af turneringen var den bedste beslutning af hensyn til folkesundheden.
Wimbledon-arrangørerne blev dog ikke lige så hårdt økonomisk ramt som andre, der i denne periode måtte aflyse tennisturneringer. Det skyldtes, at All England Lawn Tennis Club siden SARS-epidemien i 2003 havde haft en forsikring mod aflysning på grund af pandemiske infektionssygdomme, der sikrede turneringen en erstatning på omkring £ 100 millioner.

## Præmiepenge
På grundlag af den erstatning, som turneringen modtog fra sin forsikring mod aflysning på grund af pandemiske infektionssygdomme, kunne arrangørerne udbetale præmiepenge til de 620 spillere, som ud fra deres placering på ATP's og WTA's verdensrangliste havde kvalificeret sig til mesterskabet, på trods af at turneringen ikke blev spillet. Følgende præmier blev udbetalt til spillerne:
- £ 25.000 til hver af de 128 højst rangerede spillere på hhv. ATP's og WTA's verdensrangliste i single, svarende til de i alt 256 spillere, der skulle havde deltaget i hovedturneringerne i herresingle og damesingle.
- £ 12.500 til hver af de 112 næsthøjst rangerede spillere på hhv. ATP's og WTA's verdensrangliste i single, svarende til de i alt 224 spillere, der ville være blevet slået ud i kvalifikationsturneringerne i herresingle og damesingle.
- £ 6.250 til hver af de 120 spillere, der skulle havde deltaget i herre- eller damedoublemesterskaberne.
- £ 6.000 til hver af de 16 spillere, der skulle havde deltaget i turneringerne i kørestolstennis.
- £ 5.000 til hver af de fire spillere, der skulle havde deltaget i turneringerne i "quad"-kørestolstennis.

Hver spiller kunne kun modtage præmier i én af ovennævnte kategorier, og der blev i alt udbetalt £ 10.066.000 i præmiepenge.